# Harald Elschenbroich
Harald Elschenbroich (Mönchengladbach, 19 giugno 1941) è un ex tennista tedesco.

## Carriera
In carriera ha raggiunto una finale nel singolare al Berlin Open nel 1978, e una nel doppio al Düsseldorf Grand Prix nel 1975, in coppia con l'austriaco Hans Kary. Nei tornei del Grande Slam ha ottenuto il suo miglior risultato raggiungendo il terzo turno nel singolare agli Australian Open nel 1963 e 1975 e agli Internazionali di Francia nel 1967.
In Coppa Davis ha giocato un totale di 13 partite, ottenendo 11 vittorie e 2 sconfitte.

## Statistiche

### Singolare

#### Finali perse (1)
| Numero | Anno           | Torneo               | Superficie  | Avversario in finale | Punteggio     |
| 1.     | 1º luglio 1978 | Berlin Open, Berlino | Terra rossa | Vladimír Zedník      | 4-6, 5-7, 2-6 |

### Doppio

#### Finali perse (1)
| Numero | Anno           | Torneo                            | Superficie  | Compagno  | Avversari in finale         | Punteggio |
| 1.     | 1º giugno 1975 | Düsseldorf Grand Prix, Düsseldorf | Terra rossa | Hans Kary | François Jauffret Jan Kodeš | 2-6, 3-6  |